# 1963-as CONCACAF-bajnokság
Az 1963-as CONCACAF-bajnokság az Észak- és Közép-amerikai, valamint a Karib-térség labdarúgó-válogatottjainak kiírt első labdarúgótorna volt, melyet 1963. március 23. és április 7. között rendeztek. Az esemény házigazdája Salvador volt. A mérkőzéseket két helyszínen San Salvadorban és Santa Anában rendezték.
A tornán 9 nemzet válogatottja vett részt.

## Helyszínek
| San Salvador                    | Santa Ana                |
| Estadio Jorge "Mágico" González | Estadio Oscar Quiteño    |
| Befogadóképesség: 35,000        | Befogadóképesség: 15,000 |
| ------------------------------- | ------------------------ |

## Lebonyolítás
A kilenc csapatot két csoportba sorsolták, ahol körmérkőzéseket játszottak. A csoportokból az első két helyezett továbbjutott, így kialakult egy négyes mezőny, ahol ismét körmérkőzéseket rendeztek. A csoport végeredménye lett egyben a torna végeredménye is.

## Selejtező
| 1963. február 25. |

| Haiti | 1–3 | Curaçao |
| ----- | --- | ------- |
|       |     |         |

| Jamaica |

| 1963. március 2. |

| Curaçao | 1–0 | Haiti |
| ------- | --- | ----- |
|         |     |       |

| Jamaica |

## Csoportkör

### A csoport
| Csapat    | M | Gy | D | V | G+ | G– | Gk  | P |
| --------- | - | -- | - | - | -- | -- | --- | - |
| Honduras  | 4 | 3  | 1 | 0 | 6  | 3  | +3  | 7 |
| Salvador  | 4 | 1  | 3 | 0 | 10 | 5  | +5  | 5 |
| Panama    | 4 | 1  | 2 | 1 | 8  | 4  | +4  | 4 |
| Guatemala | 4 | 1  | 2 | 1 | 7  | 6  | +1  | 4 |
| Nicaragua | 4 | 0  | 0 | 4 | 2  | 15 | –13 | 0 |

| 1963. március 23. |

| Salvador | 1–1 | Panama |
| -------- | --- | ------ |
|          |     |        |

| Salvador |

| 1963. március 23. |

| Honduras | 2–1 | Guatemala |
| -------- | --- | --------- |
|          |     |           |

| Salvador |

| 1963. március 25. |

| Salvador | 6–1 | Nicaragua |
| -------- | --- | --------- |
|          |     |           |

| Salvador |

| 1963. március 25. |

| Panama | 2–2 | Guatemala |
| ------ | --- | --------- |
|        |     |           |

| Salvador |

| 1963. március 27. |

| Guatemala | 3–1 | Nicaragua |
| --------- | --- | --------- |
|           |     |           |

| Salvador |

| 1963. március 27. |

| Honduras | 1–0 | Panama |
| -------- | --- | ------ |
|          |     |        |

| Salvador |

| 1963. március 29. |

| Salvador | 1–1 | Guatemala |
| -------- | --- | --------- |
|          |     |           |

| Salvador |

| 1963. március 29. |

| Honduras | 1–0 | Nicaragua |
| -------- | --- | --------- |
|          |     |           |

| Salvador |

| 1963. március 31. |

| Salvador | 2–2 | Honduras |
| -------- | --- | -------- |
|          |     |          |

| Salvador |

| 1963. március 31. |

| Panama | 5–0 | Nicaragua |
| ------ | --- | --------- |
|        |     |           |

| Salvador |

### B csoport
| Csapat     | M | Gy | D | V | G+ | G– | Gk  | P |
| ---------- | - | -- | - | - | -- | -- | --- | - |
| Costa Rica | 3 | 2  | 1 | 0 | 7  | 0  | +7  | 5 |
| Curaçao    | 3 | 2  | 0 | 1 | 4  | 3  | +1  | 4 |
| Mexikó     | 3 | 1  | 1 | 1 | 9  | 2  | +7  | 3 |
| Jamaica    | 3 | 0  | 0 | 3 | 1  | 16 | –15 | 0 |

| 1963. március 24. |

| Costa Rica | 6–0 | Jamaica |
| ---------- | --- | ------- |
|            |     |         |

| Salvador |

| 1963. március 24. |

| Curaçao | 2–1 | Mexikó |
| ------- | --- | ------ |
|         |     |        |

| Salvador |

| 1963. március 28. |

| Costa Rica | 1–0 | Curaçao |
| ---------- | --- | ------- |
|            |     |         |

| Salvador |

| 1963. március 28. |

| Mexikó | 8–0 | Jamaica |
| ------ | --- | ------- |
|        |     |         |

| Salvador |

| 1963. március 30. |

| Costa Rica | 0–0 | Mexikó |
| ---------- | --- | ------ |
|            |     |        |

| Salvador |

| 1963. március 30. |

| Curaçao | 2–1 | Jamaica |
| ------- | --- | ------- |
|         |     |         |

| Salvador |

### Döntő csoportkör
| Csapat     | M | Gy | D | V | G+ | G– | Gk | P |
| ---------- | - | -- | - | - | -- | -- | -- | - |
| Costa Rica | 3 | 3  | 0 | 0 | 7  | 2  | +5 | 6 |
| Salvador   | 3 | 2  | 0 | 1 | 7  | 6  | +1 | 4 |
| Curaçao    | 3 | 1  | 0 | 2 | 6  | 5  | +1 | 2 |
| Honduras   | 3 | 0  | 0 | 3 | 2  | 9  | –7 | 0 |

| 1963. április 3. |

| Costa Rica | 1–0 | Curaçao |
| ---------- | --- | ------- |
|            |     |         |

| Salvador |

| 1963. április 3. |

| Salvador | 3–0 | Honduras |
| -------- | --- | -------- |
|          |     |          |

| Salvador |

| 1963. április 5. |

| Costa Rica | 2–1 | Honduras |
| ---------- | --- | -------- |
|            |     |          |

| Salvador |

| 1963. április 5. |

| Salvador | 3–2 | Curaçao |
| -------- | --- | ------- |
|          |     |         |

| Salvador |

| 1963. április 7. |

| Salvador | 1–4 | Costa Rica |
| -------- | --- | ---------- |
|          |     |            |

| Salvador |

| 1963. április 7. |

| Curaçao | 4–1 | Honduras |
| ------- | --- | -------- |
|         |     |          |

| Salvador |

| Az 1963-as CONCACAF-bajnokság győztese |
| -------------------------------------- |
| COSTA RICA 1. cím                      |

## Külső hivatkozások
- Eredmények az rsssf.com-on (angolul)